# سابرينا ماثيوز
سابرينا ماثيوز هي راقصة باليه كندية، ولدت في 1977.